# Porcellanidae
Famille
Les Porcellanidae sont une famille de crustacés décapodes vivant dans tous les océans du globe à l'exception des océans Arctique et Antarctique. Ces espèces sont souvent appelées « crabes porcelaine », même si ce sont en réalité des galathées.

## Description et caractéristiques

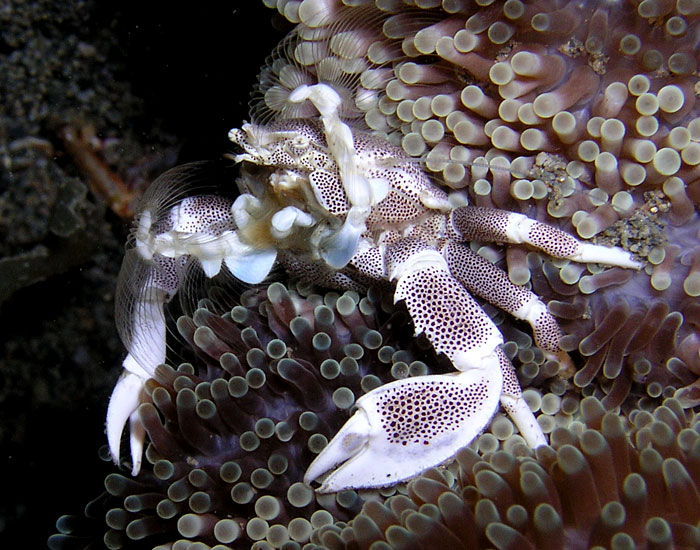
Neopetrolisthes maculatus en train de se nourrir grâce à ses organes filtreurs.

Les crabes porcelaine ressemblent à de petits crabes au corps et aux pinces plats dont l'abdomen ne serait pas complètement replié sous la carapace. Ils peuvent être distingués des vrais crabes par le nombre de pattes ambulatoires (trois paires au lieu de quatre, la quatrième étant en général cachée sous la carapace et modifiée en organes filtreurs). Ils sont plutôt petits : leur corps a une longueur d'un ou deux centimètres. Ils sont communs sous les roches et peuvent être observés dans les coraux. Ils sont souvent associés aux anémones et aux éponges.

## Liste des genres
| Selon World Register of Marine Species (17 novembre 2014) : - genre Aliaporcellana Nakasone & Miyake, 1969 - genre Allopetrolisthes Haig, 1960 - genre Ancylocheles Haig, 1978 - genre Capilliporcellana Haig, 1978 - genre Clastotoechus Haig, 1960 - genre Enosteoides Johnson, 1970 - genre Euceramus Stimpson, 1860 - genre Eulenaios Ng & Nakasone, 1993 - genre Heteropolyonyx Osawa, 2001 - genre Heteroporcellana Haig, 1978 - genre Liopetrolisthes Haig, 1960 - genre Lissoporcellana Haig, 1978 - genre Madarateuchus Harvey, 1999 - genre Megalobrachium Stimpson, 1858 - genre Minyocerus Stimpson, 1858 - genre Neopetrolisthes Miyake, 1937 - genre Neopisosoma Haig, 1960 - genre Novorostrum Osawa, 1998 - genre Orthochela Glassell, 1936 - genre Pachycheles Stimpson, 1858 - genre Parapetrolisthes Haig, 1962 - genre Petrocheles Miers, 1876 - genre Petrolisthes Stimpson, 1858 - genre Pisidia Leach, 1820 - genre Polyonyx Stimpson, 1858 - genre Porcellana Lamarck, 1801 - genre Porcellanella White, 1852 - genre Pseudoporcellanella Sankarankutty, 1962 - genre Raphidopus Stimpson, 1858 - genre Ulloaia Glassell, 1938 | Selon ITIS (17 novembre 2014) : - genre Euceramus Stimpson, 1860 - genre Megalobrachium Stimpson, 1858 - genre Neopisosoma Haig, 1960 - genre Pachycheles Stimpson, 1858 - genre Parapetrolisthes Haig, 1962 - genre Petrolisthes Stimpson, 1858 - genre Polyonyx Stimpson, 1858 - genre Porcellana Lamarck, 1801 |

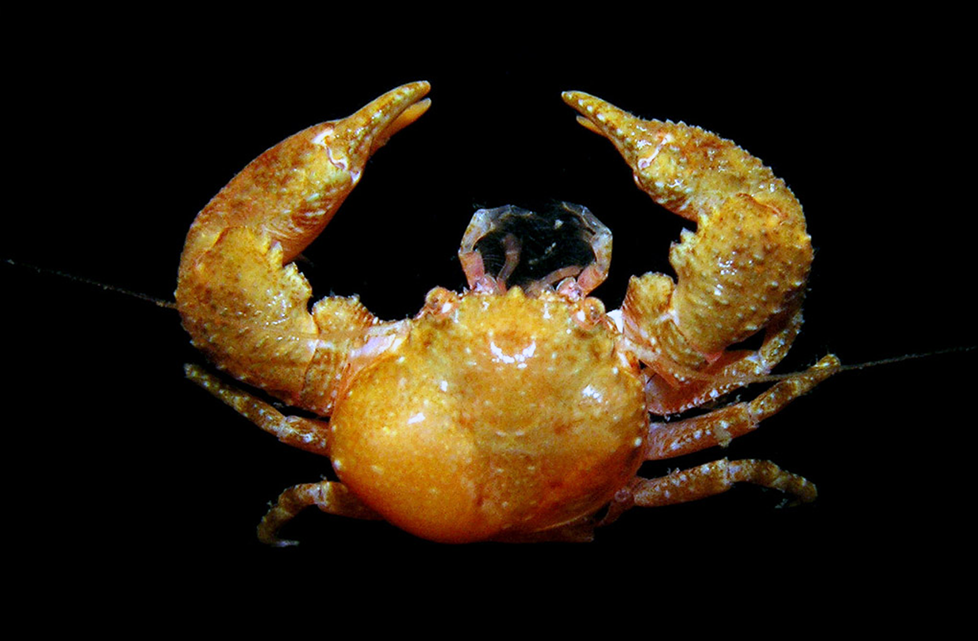
Aliaporcellana cf. suluensis
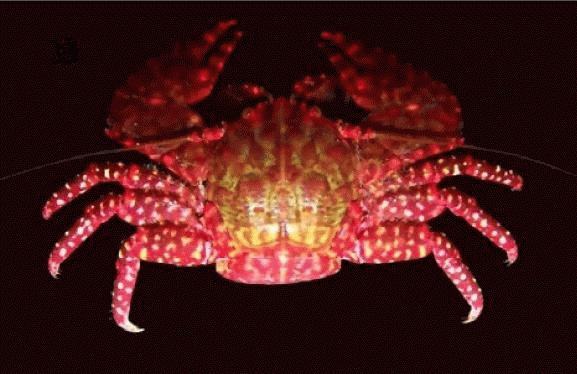
Allopetrolisthes spinifrons
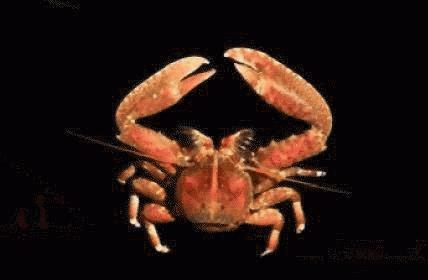
Liopetrolisthes patagonicus
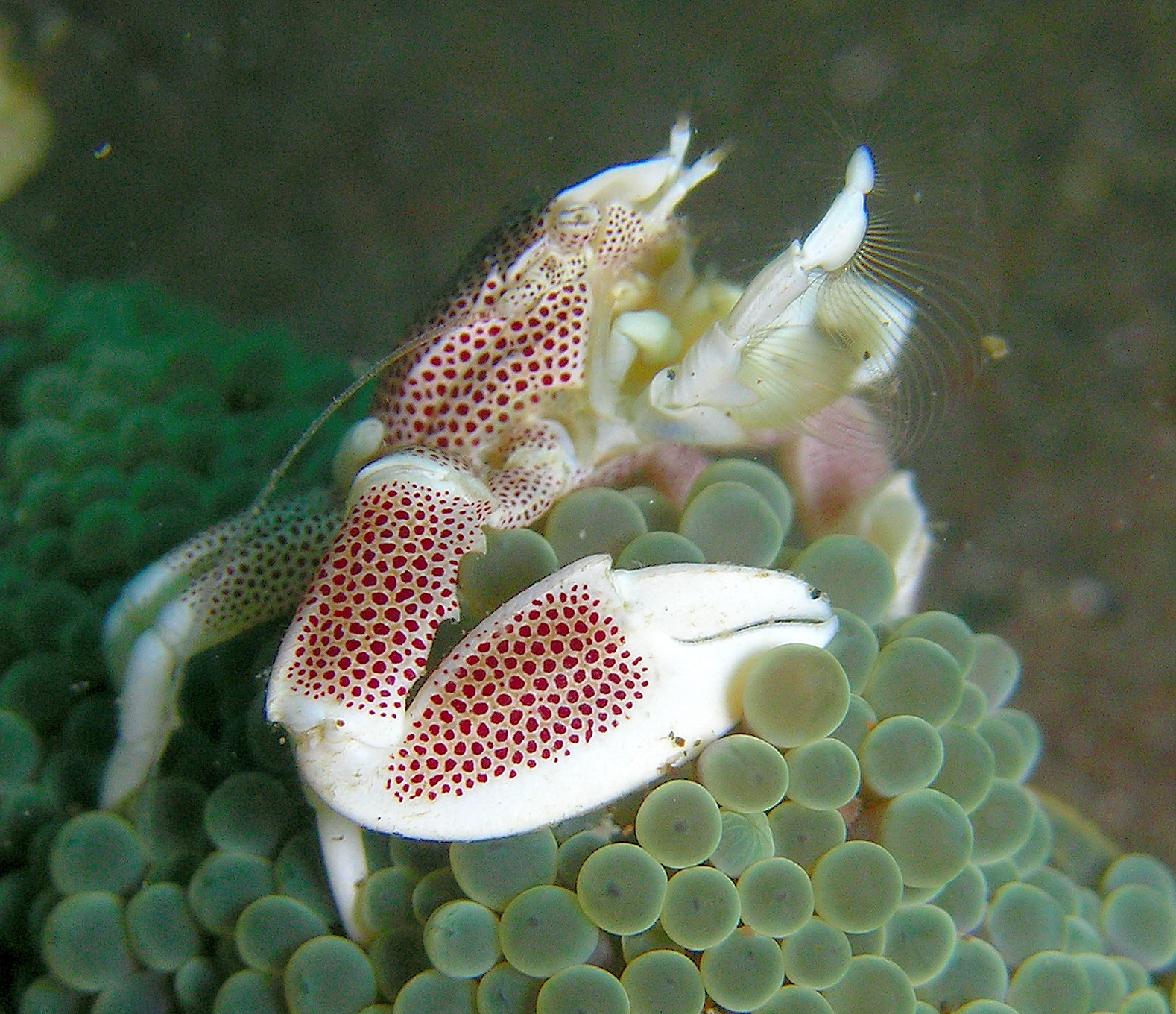
Neopetrolisthes maculatus
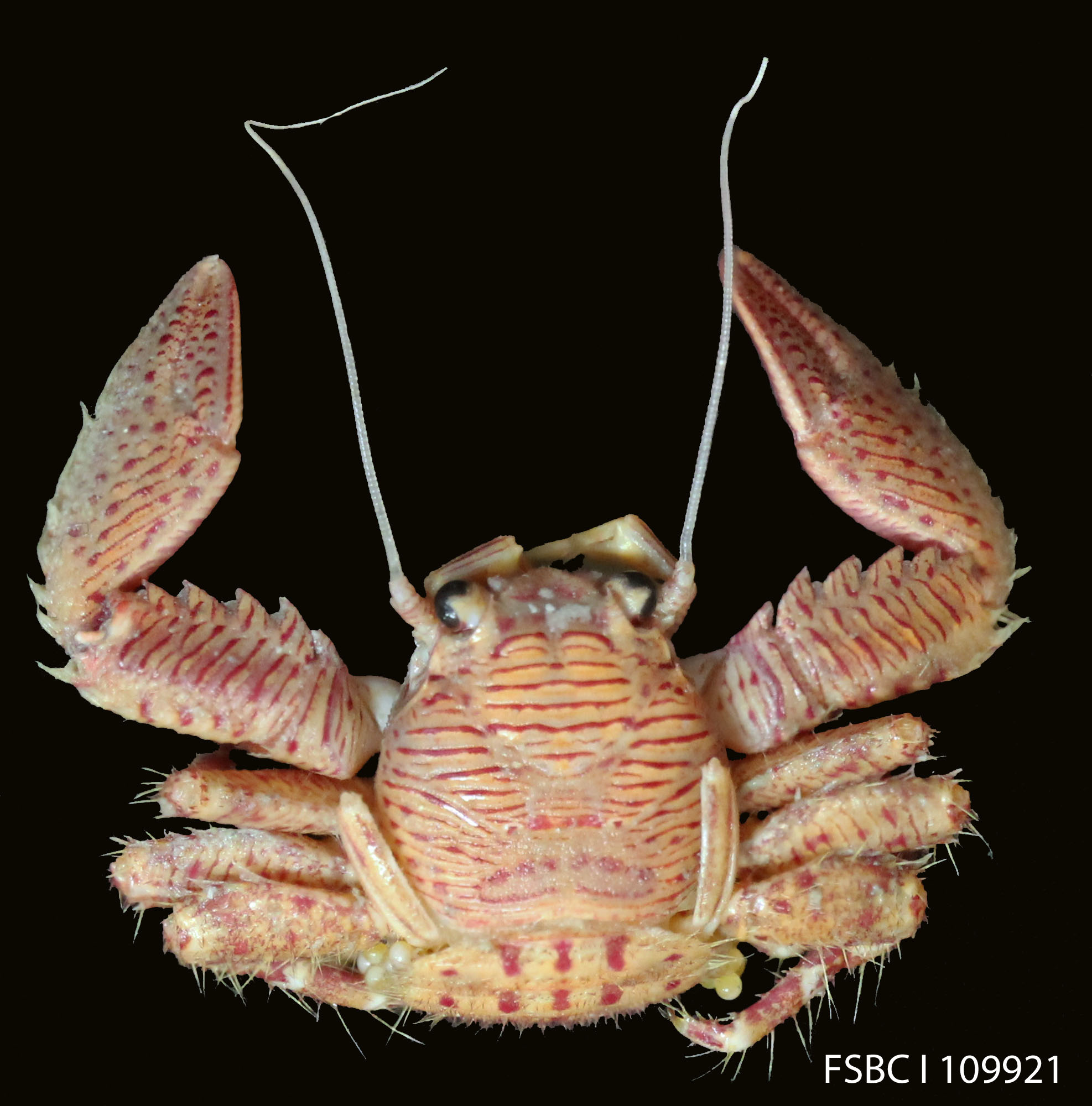
Petrolisthes galathinus
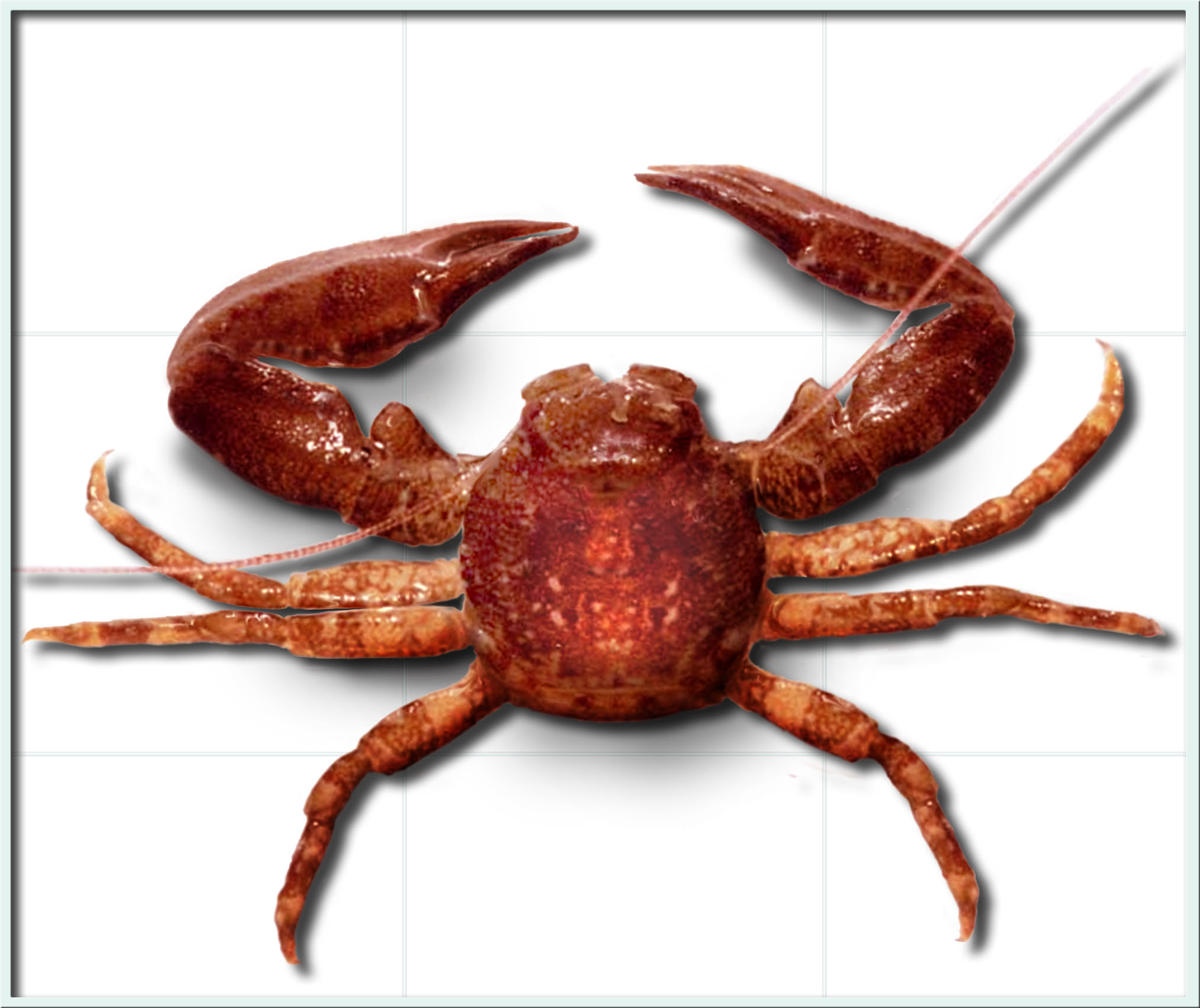
Pisidia longicornis
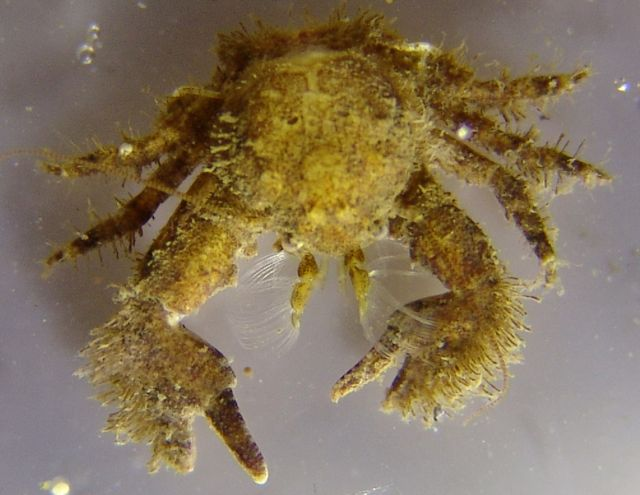
Porcellana platycheles
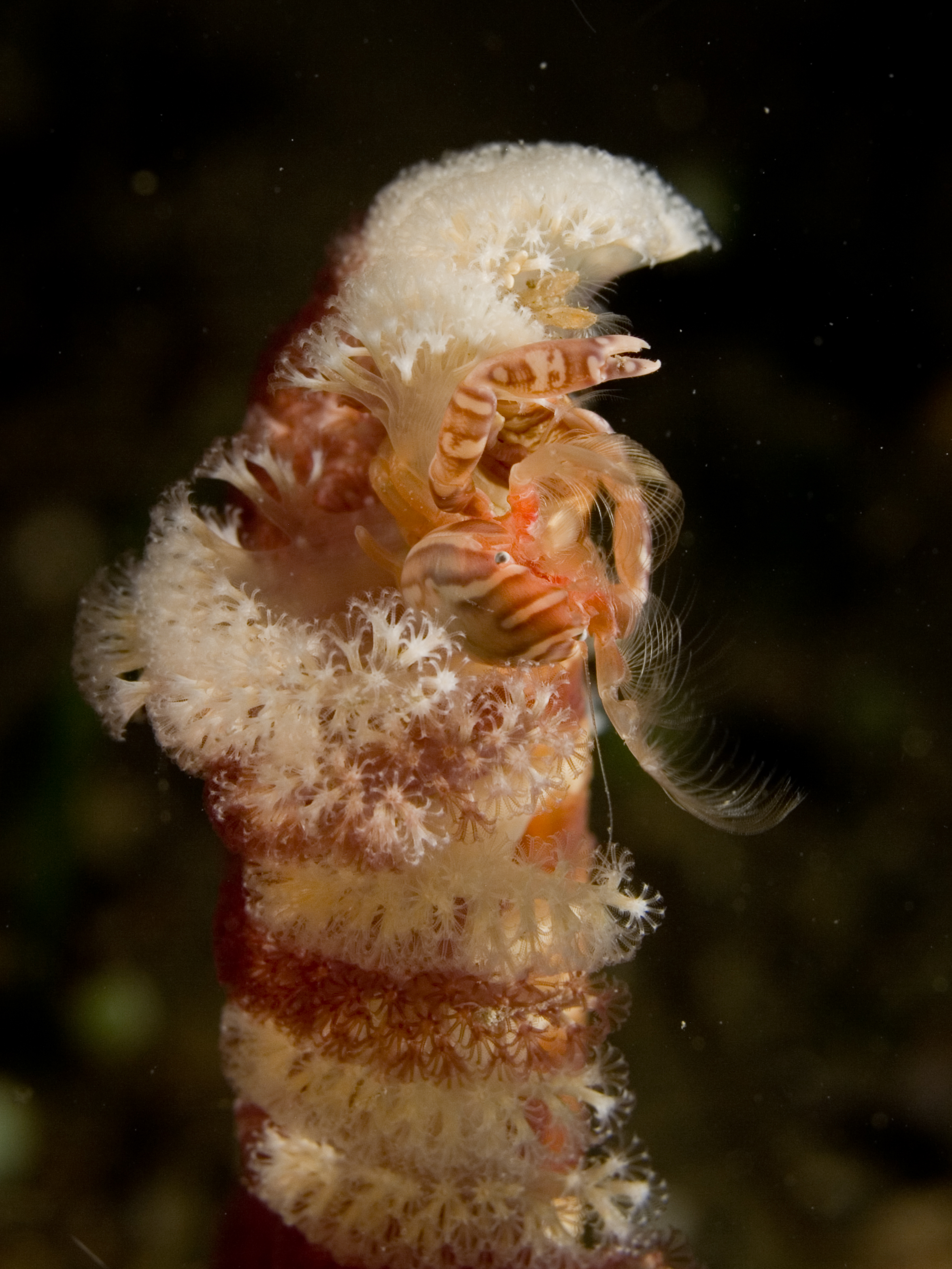
Porcellanella triloba